# Norman Woodlieff
Norman Woodlieff (* 13. März 1901 nahe Rural Hall, North Carolina; † 10. Februar 1985 in Rockingham County (North Carolina)) war ein US-amerikanischer Old-Time-Musiker. Woodlieff arbeitete unter anderem als Gitarrist für Charlie Poole und ist auf dessen erstem Hit Don't Let Your Deal Go Down zu hören.

## Leben
Norman Woodlieff wurde 1901 nahe Rural Hall, North Carolina, geboren. 1910 zog seine Familie nach Spray, wo er in den örtlichen Textilfabriken arbeitete. Mit 12 Jahren erlernte mit Hilfe seines älteren Bruders, Gitarre zu spielen. Mit 19 trat er der US Navy bei und als er zwei Jahre später zurückkehrte, lernte er den Banjo-Spieler Charlie Poole kennen, der in den gleichen Fabriken arbeitete und mit Posey Rorer zusammen spielte. Mit Woodlieffs Aufnahme wurde die Gruppe zu den North Carolina Ramblers und 1925 versuchten sie ihr Glück in New York City und bekam sofort einen Vertrag bei Columbia Records. Während Pooles erster Session am 27. Juli spielte Woodlieff neben Rorer (Fiddle) Gitarre und ist so auf dem Hit Don't Let Your Deal Go Down / Can I Sleep In Your Barn Tonight, Mister? zu hören.
Auf einer Tour durch Virginia lernte Poole den Gitarristen Roy Harvey kennen, der Woodlieff bald ersetzte. Woodlieff spielte weiterhin mit Poole, war aber nicht mehr auf seinen Sessions dabei. Es dauerte bis 1929, bis er seine nächsten Aufnahmen machte – diesmal mit Walter „Kid“ Smith und Posey Rorer, der Poole ebenfalls verlassen hatte. Es wurden zwölf Stücke für Gennett Records eingespielt, die aber unter Pseudonymen herauskamen. Woodlieff erinnert sich: „They'd give us different names and put 'em out under different labels, but they didn't seem to sell much.“ 1931 ging Woodlieff noch einmal mit den Carolina Buddies (einer Gruppe von Walter Smith) und mit den Virginia Dandies ins Studio, wo 18 weitere Songs aufgenommen wurden.
Doch die Weltwirtschaftskrise ließ die Plattenverkäufe drastisch sinken, sodass Woodlieff keine Chance bekam, weitere Aufnahmen zu machen. Erst 1939 machte er als Mitglied der Four Pickled Peppers, mit denen er seit 1929 zusammen spielte, seine letzten Aufnahmen. Woodlieff führte danach sein eigenes Reklamemaler-Geschäft, das er erst Mitte der 1970er-Jahre aufgab.
Norman Woodlieff starb 1985 im Alter von 84 Jahren. In seinen letzten Jahren litt er teilweise unter Depressionen.

## Diskographie
Siehe die Diskographien von Charlie Poole, Walter Smith und den Four Pickled Peppers.